# Вазодилятація

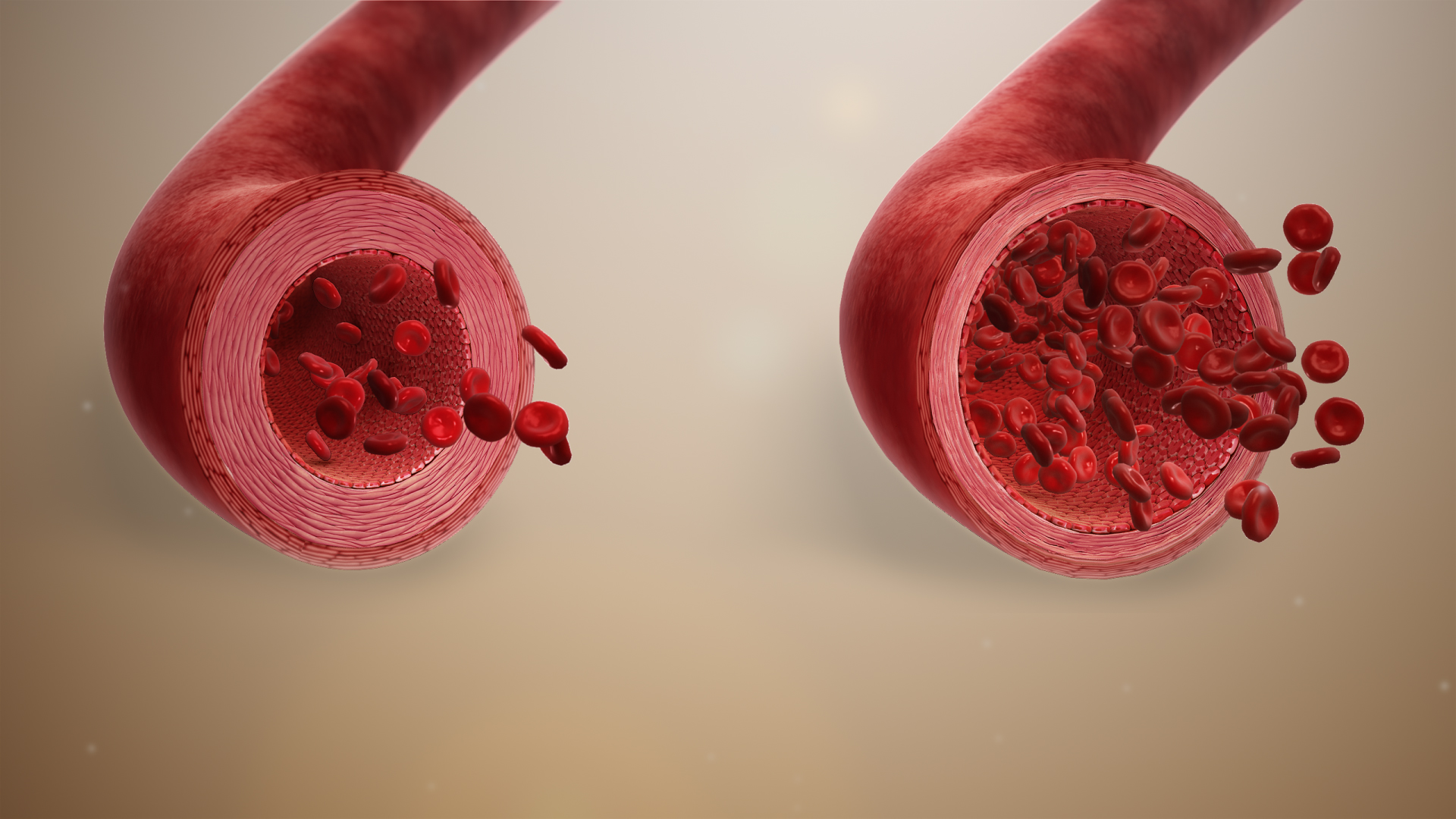
Нормальна кровоносна судина (ліворуч) і вазодилятація (праворуч)

Вазодилатація, вазодилатація також відома як вазорелаксація, є розширенням кровоносних судин. Це явище є результатом розслаблення гладком'язових клітин у стінках судин, зокрема у великих венах, великих артеріях і дрібніших артеріолах. Якщо йти з просвіту наружу, стінки кровоносних судин складаються з шару ендотелію, базальної мембрани, концентричних гладком'язових шарів та адвентиції. Розслаблення шару гладкої мускулатури дозволяє кровоносній судині розширюватися, оскільки вона утримується в напівзвуженому стані за допомогою діяльності симпатичної нервової системи. Вазодилятація є явищем протилежним вазоконстрикції — звуженням кровоносних судин.
Коли кровоносні судини розширюються, потік крові по тканині збільшується через зменшення судинного опору і збільшення серцевого викиду. Судинний опір — це сила, яку має подолати циркулююча кров, щоб забезпечити перфузію тканин тіла. Вузькі судини створюють більший опір, тоді як розширені — менший. Вазодилятація сприяє збільшенню серцевого викиду шляхом зменшення післянавантаження, одного з чотирьох визначальних факторів серцевого викиду.
Розширюючи доступну площу для циркуляції крові, вазодилятація знижує артеріальний тиск (АТ). Реакція може бути внутрішньою (через локальні процеси в навколишніх тканинах) або зовнішньою (через гормони або нервову систему). Крім того, реакція може бути локалізована в конкретному органі (залежно від метаболічних потреб конкретної тканини, як під час інтенсивних фізичних навантажень), або вона може бути системною (спостерігатися у всьому системному кровообігу).
Речовини, що викликають розширення судин, називаються вазодилятаторами. Багато з них є нейромедіаторами, що вивільняються периваскулярними нервами вегетативної нервової системи Барорецептори сприймають кров'яний тиск і дозволяють адаптуватися за допомогою механізмів вазоконстрикції або вазодилятації для підтримки гомеостазу.

## Функція
Основною функцією вазодилятації є збільшення кровотоку в організмі до тканин, які цього потребують найбільше. Це явище часто відбувається у відповідь на місцеву потребу в кисні, але вазодилятація може статися, коли відповідна тканина не отримує достатньо глюкози, ліпідів або інших поживних речовин. Розширення судин, як локалізоване, так і системне, також сприяє імунній відповіді.
На місцевому рівні тканини мають кілька способів посилення кровотоку, включаючи вивільнення вазодилятаторів, насамперед аденозину, у місцеву інтерстиціальну рідину, яка дифундує до капілярного русла, викликаючи місцеву вазодилатацію. Деякі фізіологи припускають, що саме брак кисню викликає розширення судин капілярного русла через гіпоксію гладкої мускулатури судин у цій ділянці. Ця гіпотеза висувається через наявність прекапілярних сфінктерів у капілярному руслі. Вказані підходи до механізму вазодилятації не виключають один одного.

### Імунна система
Розширення судин відіграє важливу роль у роботі імунної системи. Розширені кровоносні судини дозволяють більшій кількості крові, що містить імунні клітини та білки, досягати місця інфекції. Розширення судин відбувається як частина процесу запалення, яке спричиняється декількома факторами, включаючи наявність збудника, пошкодження тканин або кровоносних судин та імунні комплекси. У важких випадках запалення може призвести до сепсису або дистрибутивного (розподільчого) шоку. Розширення судин також є основним компонентом анафілаксії.
Запалення викликає не лише вазодилятацію, але й підвищену проникність судин, що дозволяє нейтрофілам, білкам комплементу та антитілам досягати місця інфекції або пошкодження. Підвищена проникність судин може дозволити надлишку рідини залишати кровоносні судини та накопичуватися в тканинах, що призводить до набряку. Вазодилятація запобігає звуженню кровоносних судин для адаптації до зменшеного об'єму в судинах, що спричиняє падіння кров'яного тиску та септичний шок.
У разі запалення вазодилятація викликається цитокінами. Інтерферон гамма, TNF-α, інтерлейкін 1 бета та інтерлейкін 12 — це кілька прикладів деяких запальних цитокінів, що виробляються імунними клітинами, такими як природні кілери, B-клітини, T-клітини, мастоцити та макрофаги. Протизапальні цитокіни, які регулюють запалення та допомагають запобігти негативним наслідкам, таким як септичний шок, також виробляються цими імунними клітинами. Вазодилятація та підвищена проникність судин також дозволяють імунним ефекторним клітинам залишати кровоносні судини та слідувати за хемоатрактантами до осередка інфекції. Цей процес називається екстравазацією лейкоцитів. Вазодилятація дозволяє тому ж об'єму крові рухатися повільніше згідно з рівнянням швидкості потоку Q = A·v, де Q означає об'ємну швидкість потоку, A — площу поперечного перерізу, а v — лінейну швидкість. Імунні ефекторні клітини можуть легше прикріплюватися до селектинів — молекул, що експресуються на ендотеліальних клітинах, коли кров тече повільно, що дозволяє імунним клітинам виходити з кровоносної судини шляхом діапедезу.
Анафілаксія — це важка алергічна реакція, що характеризується підвищеною проникністю судин, системною вазодилатацією, порушенням функції шлунково-кишкового тракту та дихання. Анафілатоксини, зокрема білки комплементу C3a та C5a, зв'язуються з рецепторами на мастоцитах та базофілах, викликаючи дегрануляцію. Гранули в цих клітинах містять гістамін, фактор активації тромбоцитів та інші сполуки, що викликають клінічні прояви анафілаксії, включаючи системну вазодилятацію, що спричиняє небезпечно низький артеріальний тиск. Імуноглобулін Е, антитіло, що виробляється плазматичними клітинами, також зв'язується з рецепторами на мастоцитах і базофілах, викликаючи їх дегрануляцію.

## Механізм
Для розуміння причин та наслідків вазодилатації необхідне базове розуміння серцевого викиду, судинного опору та артеріального тиску. Серцевий викид визначається як кількість крові, що перекачується серцем протягом 1-ї хвилини, в літрах за хвилину, що дорівнює частоті серцевих скорочень (ЧСС), помноженій на ударний об'єм (УО). Він безпосередньо пов'язаний з ЧСС, скоротливістю міокарда та переднавантаженням, і обернено пропорційний післянавантаженню. Підвищений судинний опір через звуження кровоносних судин призводить до збільшення післянавантаження, тобто сили, проти якої працює серце. Таким чином, вазодилятація зменшує судинний опір, що зменшує післянавантаження, підвищуючи серцевий викид і посилюючи перфузію тканин.
Артеріальний тиск визначає, який тиск кров чинить на стінки кровоносних судин. Систолічний артеріальний тиск визначає тиск під час скорочення серця (систола), а діастолічний артеріальний тиск відображає тиск між скороченнями (діастола). Середній артеріальний тиск (САТ) — це середньозважене значення систолічного та діастолічного артеріального тиску, і він є кращим показником перфузії протягом серцевого циклу. Вазодилятація спрямована на зниження судинного опору та артеріального тиску шляхом розслаблення гладком'язових клітин у середньому шарі (tunica media) стінок великих артерій та дрібних артеріол. Коли вазодилатація призводить до падіння систолічного артеріального тиску нижче 90 мм рт. ст., спостерігається циркуляторний шок.
Судинний опір залежить від кількох факторів, включаючи довжину судини, в'язкість крові (визначену гематокритом) та діаметр кровоносної судини. Останній параметр є найважливішою змінною у визначенні опору, при цьому судинний опір залежить від четвертої степені радіуса. Збільшення будь-якого з цих фізіологічних компонентів (серцевого викиду або судинного опору) викликає підвищення САТ. Артеріоли створюють найбільший судинний опір серед усіх типів кровоносних судин, оскільки вони дуже вузькі та мають концентричні шари гладких м'язів, на відміну від венул та капілярів.
Вазодилятація відбувається при підвищенні температури навколишнього середовища в поверхневих кровоносних судинах теплокровних тварин. Цей процес перенаправляє потік нагрітої крові до шкіри тварини, звідки тепло може легше вивільнятися в навколишнє середовище. Протилежним фізіологічним процесом є вазоконстрикція. Ці процеси природним чином модулюються місцевими паракринними агентами з ендотеліальних клітин (наприклад, оксидом азоту, брадикініном, іонами калію та аденозином), а також вегетативною нервовою системою та наднирковими залозами, які виділяють катехоламіни, такі як норадреналін та адреналін відповідно.

### Фізіологія гладких м'язів
Середній шар стінок артерій, артеріол та вен складається з гладких м'язів і відповідає за вазодилятацію та вазоконстрикцію. Скорочення гладком'язових клітин викликає вазоконстрикцію, а розслаблення — вазодилятацію. Гладкі м'язи іннервуються вегетативною нервовою системою та не мають поперечно-смугастої структури (не містять саркомерів). Скорочення залежить від концентрації Ca2+ у цитозолі, або через Ca,Mg-АТФазу із саркоплазматичного ретикулуму, або через потенціалзалежні кальцієві канали з позаклітинного матриксу. Іони кальцію зв'язуються з кальмодуліном, активуючи кіназу легкого ланцюга міозину, яка фосфорилює легкий ланцюг міозину. Фосфорильований легкий ланцюг міозину взаємодіє з актиновими філаментами, утворюючи поперечний місток, що дозволяє м'язам скорочуватися та спричиняє вазоконстрикцію. Вазодилятація викликається фосфатазою легкого ланцюга міозину, яка дефосфорилює легкий ланцюг міозину, що призводить до розслаблення м'язів. Гладком'язові клітини можуть залишатися скороченими без використання АТФ завдяки дії міозин-зв'язуючої субодиниці фосфатази легкого ланцюга міозину. Фосфорилювання цієї субодиниці Rho-пов'язаною протеїнкіназою запобігає її зв'язуванню з легким ланцюгом міозину та його дефосфорилюванню, дозволяючи клітині залишатися скороченою.
Вазодилятація є результатом розслаблення гладких м'язів, що оточують кровоносні судини. Це розслаблення, у свою чергу, залежить від усунення стимулу для скорочення, який залежить від внутрішньоклітинної концентрації іонів кальцію та тісно пов'язаний з фосфорилюванням легкого ланцюга скоротливого білка міозину.
Таким чином, вазодилятація працює головним чином або шляхом зниження внутрішньоклітинної концентрації кальцію, або шляхом дефосфорилювання (фактично заміщення АДФ на АТФ) міозину. Дефосфорилювання фосфатазою легкого ланцюга міозину та індукція кальцієвих симпортерів та антипортерів, які викачують іони кальцію з внутрішньоклітинного простору, сприяють розслабленню гладком'язових клітин і, отже, вазодилятації. Це досягається шляхом зворотного поглинання іонів у саркоплазматичний ретикулум через обмінники та виштовхування через плазматичну мембрану. Існує три основні внутрішньоклітинні подразники, котрі можуть призвести до вазодилатації кровоносних судин. Конкретні механізми досягнення цих ефектів варіюються від одного вазодилататора до іншого.
| Клас                                                              | Опис | Приклад      |
| ----------------------------------------------------------------- | --- | ------------ |
| Гіперполяризаційно -опосередкований (блокатор кальцієвих каналів) | Зміни мембранного потенціалу спокою клітини впливають на рівень внутрішньоклітинного кальцію через модуляцію потенціалчутливих кальцієвих каналів у плазматичній мембрані. | аденозин     |
| цАМФ -опосередкований                                             | Адренергічна стимуляція призводить до підвищення рівня цАМФ та протеїнкінази А, що призводить до збільшення видалення кальцію з цитоплазми.                                | простациклін |
| цГМФ -опосередкований (нітровазодилататор)                        | Шляхом стимуляції протеїнкінази G. | оксид азоту  |

Інгібітори ФДЕ5 та агенти, що відкривають калієві канали, також можуть мати подібні результати.
Сполуки, що опосередковують вищезазначені механізми, можна розділити на ендогенні та екзогенні.

## Причини

### Ендогенні
| Вазодилятатори | Рецептор (↑ = відкриття. ↓ = закриття) На гладких м'язах судин, якщо не вказано інше | Передача сигналу (↑ = зростання. ↓ = зниження) |
| --- | ------------------------------------------------------------------------------------ | --- |
| EDHF | ?                                                                                    | гіперполяризація → ↓VDCC → ↓внутрішньоклітинного Ca2+ |
| активність протеїнкінази G → - фосфориляція кінази легкого ланцюга міозину (MLCK) → ↓MLCK активности → дефосфориляція MLC - ↑SERCA → ↓внутрішньоклітинного Ca2+ |                                                                                      | гіперполяризація → ↓VDCC → ↓внутрішньоклітинного Ca2+ |
| рецептор NO на ендотелії | ↓синтез ендотеліну                                                                   | гіперполяризація → ↓VDCC → ↓внутрішньоклітинного Ca2+ |
| адреналін (вазоконстриктор) | β-2 адренергічний рецептор                                                           | ↑активності Gs → ↑активності аденілатциклази → ↑цАМФ → ↑активності активності протеїнкінази А → фосфориляція MLCK → ↓активності MLCK → дефосфориляція MLC |
| гістамін | гістамінові H2 рецептори                                                             | ↑активності Gs → ↑активності аденілатциклази → ↑цАМФ → ↑активності активності протеїнкінази А → фосфориляція MLCK → ↓активності MLCK → дефосфориляція MLC |
| простациклін | рецептор IP                                                                          | ↑активності Gs → ↑активності аденілатциклази → ↑цАМФ → ↑активності активності протеїнкінази А → фосфориляція MLCK → ↓активності MLCK → дефосфориляція MLC |
| простагландин D2 | рецептор DP                                                                          | ↑активності Gs → ↑активності аденілатциклази → ↑цАМФ → ↑активності активності протеїнкінази А → фосфориляція MLCK → ↓активності MLCK → дефосфориляція MLC |
| простагландин E2 | рецептор EP                                                                          | ↑активності Gs → ↑активності аденілатциклази → ↑цАМФ → ↑активності активності протеїнкінази А → фосфориляція MLCK → ↓активності MLCK → дефосфориляція MLC |
| ВІП | рецептор VIP                                                                         | ↑активності Gs → ↑активності аденілатциклази → ↑цАМФ → ↑активності протеїнкінази А → - фосфориляція MLCK → ↓активності MLCK → дефосфориляція MLC - відкриття Ca2+- та вольтажзалежних K+ каналів → гіперполяризація → закриття вольтажзалежних кальцієвих каналів → ↓внутрішньоклітинного Ca2+                        |
| (позаклітинний) аденозин | A1, A2a та A2b аденозинові рецептори                                                 | ↑АТФзалежних калієвих каналів → гіперполяризація → закриття вольтажзалежних кальцієвих каналів → ↓внутрішньоклітинного Ca2+ |
| - (позаклітинний) АТФ - (позаклітинний) АДФ | ↑P2Y рецептор                                                                        | активація Gq → ↑активності фосфоліпази C → ↑внутрішньоклітинного Ca2+ → ↑активності NO синтази → ↑NO → (див. оксид азоту) |
| L-аргінін | імідазолові та α-2 рецептор?                                                         | Gi → ↓цАМФ → активація Na+/K+-АТФази → ↓внутріклітинного Na+ → ↑активності Na+/Ca2+ обмінника → ↓внутрішньоклітинного Ca2+ |
| брадикінін | рецептор брадикініну                                                                 | |
| речовина П |                                                                                      | |
| ніацин (тільки як нікотинова кислота) |                                                                                      | |
| тромбоцитактивуючий фактор (PAF) |                                                                                      | |
| CO2 | -                                                                                    | ↓інтерстиціальний pH → ? |
| інтерстиціальна молочна кислота (ймовірно) | -                                                                                    | ↓інтерстиціальний pH → ? |
| робота м'язів | -                                                                                    | - ↑вазодилятаторів: - ↑споживання АТФ → ↑аденозин - ↑використання глюкози → CO2 - ↑інтерстиціальний K+ - ↑(позаклітинний) АТФ - ↑(позаклітинний) АДФ - ↑інтерстиціальний K+ - ↓вазоконстрикторів: - ↑споживання АТФ → ↓ АТФ (внутрішньоклітинного) - ↓кисню → ↓окисного фосфорилювання → ↓ АТФ (внутрішньоклітинного) |
| - натрійуретичні пептиди - простагландин E2 - гепарин | різні рецептори ендотелію                                                            | ↓синтез ендотеліну |

Судинорозширювальна дія активації бета-2 рецепторів (наприклад, адреналіном) є, ймовірно, ендотелійнезалежною.

### Контроль вегетативної нервової системи
Гладкі м'язи в середньому шарі стінки судини іннервуються вегетативною нервовою системою. Вегетативна нервова система (ВНС) контролює важливі мимовільні функції організму та бере свій початок від нервів, що виходять зі стовбура мозку або спинного мозку. Вона містить як сенсорні, так і рухові нерви. Два відділи ВНС, симпатична нервова система (СНС) та парасимпатична нервова система (ПСНС), по-різному впливають на кровоносні судини. Традиційно вважається, що ці два відділи працюють один проти одного: СНС виробляє реакцію «бий або біжи», а ПСНС — реакцію «відпочинок і травлення», але у випадку судинної іннервації ця межа стає розмитою Нерви ВНС безпосередньо не іннервують судини через синапси з м'язовими клітинами. Натомість вони вивільняють нейромедіатори, які досягають клітин-мішеней і викликають скорочення або розслаблення гладких м'язів. Фізичні характеристики СНС та ПСНС призводять до тривалого системного впливу СНС на кровоносні судини, тоді як ПСНС викликає короткочасні локалізовані зміни. Стимуляція нейронної системи викликає базовий рівень вазоконстрикції, який часто називають базальним нейронним тонусом, підтримуючи артеріальний тиск. Часто вазодилятація є просто результатом недостатньої кількості нейромедіатора для підтримки базального нейронного тонусу, без присутності сполуки, яка безпосередньо викликає вазодилятацію.
Нейромедіатори можуть діяти, зв'язуючись безпосередньо з клітинами гладких м'язів або опосередковано, зв'язуючись з ендотеліальними клітинами. Нижче наведено таблицю, що підсумовує основні нейромедіатори, що беруть участь у регуляції судинної системи.
| Нейромедіатор           | Симпатична або парасимпатична | Клітини-мішені та рецептори | Вплив на судинну систему |
| ----------------------- | ----------------------------- | --- | --- |
| норадреналін (NE)       | співчутливий (здебільшого)    | адренергічні рецептори α1, α2, β1, β2 α1- гладка м'язова тканина α2- ендотеліальна м'язова тканина β1, β2- гладка м'язова тканина | α1- збільшення концентрації іонів кальцію, вазоконстрикція α2- пригнічують цАМФ, вивільняють NO, вазодилатація β1, β2- можлива вазодилатація |
| Ацетилхолін (Ach)       | парасимпатичний               | нікотонічні рецептори Ach (nAchR) мусканарні рецептори Ach (mAchR) — як на ендотеліальних, так і на гладком'язових клітинах       | nAchRs — модулюють цитокіни, протидіють запаленню mAchRs — ендотеліальний M3 AchRs вивільняє NO, вазодилатація гладкі м'язи M2 та M3 AchRs зменшують вивільнення NO, вазоконстрикцію Примітка: AchRs швидко розщеплюється, дифундує або піддається зворотному захопленню, вплив короткочасний та локалізований |
| Аденозинтрифосфат (АТФ) | співчутливий                  | пуринергічні рецептори на гладком'язових та ендотеліальних клітинах                                                               | гладкі м'язи — збільшення концентрації іонів кальцію, вазоконстрикція ендотелій — можлива роль медіатора гіперполяризації гладком'язових клітин що вивільняється одночасно з норадреналіном |
| Нейропептид Y (NPY)     | співчутливий                  | рецептори на ендотеліальних клітинах                                                                                              | викликає вазоконстрикцію при одночасному вивільненні з норадреналіном |
| CGRP                    | ?                             | Рецептори CGRP1, CGRP2 в ендотелії                                                                                                | вазодилатація, роль у судинній дисфункції, якщо рівні аномальні |

Також варто згадати ренін-ангіотензин-альдостеронову систему, або РААС. Нирки утримують або виводять воду відповідно шляхом реабсорбції або секреції іонів натрію. Активність СНС, зменшення об'єму крові або зниження АТ стимулюють β-адренергічні рецептори в окремих клітинах нирок що призводить до вивільнення реніну, який перетворює його субстрат ангіотензин та сприяє утворенню ангіотензину II. Ангіотензин II стимулює надниркові залози до секреції альдостерону, потужного вазоконстриктора.
Адреналін, екзогенний або ендогенний, є ще одним вазоконстриктором, що вивільняється наднирковими залозами у відповідь на стрес. Він зв'язується з α- та β-адренергічними рецепторами, такими як норадреналін, викликаючи вазодилятацію та вазоконстрикцію в різних частинах тіла для перерозподілу кровообігу в критичні ділянки.

### Холод
Холодова вазодилятація виникає після впливу холоду, можливо, для зменшення ризику холодового ураження. Це може відбуватися в кількох місцях людського тіла, але найчастіше спостерігається в кінцівках (особливо у пальціях).
Коли тканини піддаються впливу холоду, спочатку відбувається вазоконстрикція, щоб зменшити втрату тепла, що призводить до сильного охолодження. Приблизно через п'ять-десять хвилин після початку холодного впливу на руку кровоносні судини на кінчиках пальців раптово розширюються. Ймовірно, це спричиняється раптовим зменшенням вивільнення нейромедіаторів із симпатичних нервів до м'язової оболонки артеріовенозних анастомозів через місцеву дію холоду. Вазодилятація збільшує кровотік і, відповідно, температуру пальців. Це може бути болісним і іноді описується як «гарячий біль», який може бути настільки болісним, що викликає блювоту.
Після вазодилатації настає нова фаза вазоконстрикції, після чого процес повторюється. Це називається реакцією Хантинга.

### Різне
- Інші вазодилятатори або вазодилятаційні фактори включають:
  - відсутність високого рівня шуму навколишнього середовища[30]
  - аденозин — агоніст аденозину, що використовується переважно як антиаритмічний засіб[31]
  - альфа-блокатори (блокують вазоконстрикторну дію адреналіну)[32]
  - передсердний натрійуретичний пептид (АНП) — слабкий вазодилататор[33]
  - Етанол (алкоголь) викликає негайне розширення судин, а потім підвищення артеріального тиску[34]
  - індуктори оксиду азоту
    - L-аргінін (ключова амінокислота)[35]
    - цитрулін (спричиняє підвищення рівня L-аргініну в організмі)[36]
    - гліцерилтринітрат (широко відомий як нітрогліцерин)[37]
    - ізосорбіду мононітрат та ізосорбіду динітрат[38]
    - пентаеритритолтетранітрат (PETN)[39]
    - нітропрусид натрію[40]
    - Інгібітори ФДЕ5 : ці агенти опосередковано посилюють дію оксиду азоту[41]
      - силденафіл (Віагра)
      - тадалафіл (Сіаліс)
      - варденафіл (Левітра)

  - тетрагідроканабінол (ТГК), основний психоактивний компонент канабісу[42]
  - теобромін, основний алкалоїд, що міститься в Theobroma cacao, зокрема в твердих речовинах какао (які містяться в шоколаді, особливо темному шоколаді)[43]
  - міноксидил[44]
  - папаверин — алкалоїд, що міститься в опійному маку Papaver somniferum[45]
  - естроген[46]

## Лікування

### Вазодилятатори прямої дії
Ці препарати можуть підтримувати судини відкритими або допомагати судинам утримуватися від звуження.
- Блокатори рецепторів ангіотензину II
- Інгібітори АПФ
- Блокатори кальцієвих каналів

### Агоністи альфа-2А-адренергічних рецепторів
Препарати, які, як вважають, діють шляхом активації α2A -рецепторів у мозку, тим самим знижуючи активність симпатичної нервової системи.
- метилдопа

За даними Американської асоціації серця, альфа-метилдопа може спричинити ортостатичне синкопе, оскільки вона має більший ефект зниження артеріального тиску, коли людина стоїть, що може призвести до відчуття слабкості або непритомності, якщо артеріальний тиск знизився занадто сильно. До помітних побічних ефектів метилдопи належать сонливість або млявість, сухість у роті, гарячка або анемія. Крім того, у чоловіків може виникнути імпотенція.
- клонідину гідрохлорид
- гуанабенз ацетат
- гуанфацину гідрохлорид

Клонідин, гуанабенз або гуанфацин можуть спричинити сильну сухість у роті, запор або сонливість. Різке припинення прийому може швидко підвищити артеріальний тиск до небезпечно високого рівня.

### Міорелаксанти кровоносних судин
Вони безпосередньо розслабляють м'язи стінок кровоносних судин (особливо артеріол), дозволяючи судині розширитися.
- гідралазин
- міноксидил

Гідралазин може викликати головний біль, набряк навколо очей, прискорене серцебиття або біль у суглобах. У клінічних умовах гідралазин зазвичай окремо не використовується.
Міноксидил — це потужний прямий вазодилататор, який використовується лише при стійкому тяжкому підвищеному кров'яному тиску або при нирковій недостатності. Зазначені побічні ефекти включають затримку рідини (помітне збільшення ваги) та надмірний ріст волосся.

## Терапевтичне застосування
Вазодилятатори використовуються для лікування таких станів, як гіпертензія, при якій у пацієнта аномально високий кров'яний тиск, а також стенокардія, застійна серцева недостатність та еректильна дисфункція, і коли підтримка низького кров'яного тиску знижує ризик розвитку інших серцевих проблем у пацієнта. Припливи крові до обличчя можуть бути фізіологічною реакцією на вазодилятатори. Деякі інгібітори фосфодіестерази, такі як силденафіл, варденафіл і тадалафіл, збільшують кровотік в пенісі шляхом вазодилятації. Їх також можна використовувати для лікування легеневої артеріальної гіпертензії (ЛАГ).